# Eu Vi um Sapo
Eu Vi um Sapo (Portugal, 1980) é uma canção de autoria de César Batalha (música) e Lúcia Carvalho (letra).

## História
A canção ganhou o prémio de melhor letra na primeira edição da Gala Internacional dos Pequenos Cantores da Figueira da Foz, realizada em Setembro de 1979, tendo sido interpretada por dez crianças do Coro Infantil de Santo Amaro de Oeiras: Ana Paula Baptista (solista de "Gafanhoto"), Ana Sofia Canteiro (coro), Filipe Vieira (coro), Filipe Moita (solista de "Eu vi um Sapo"), Luísa Maria Orelhas (coro), Luís Miguel Nascimento (coro), Margarida Maria Chaves (solista de "Gafanhoto"), Paulo Jorge Vicente (solista de “Gafanhoto”), Pedro Miguel Chaves (solista de "Gafanhoto") e Ricardo Jorge Morais (coro).
"Eu vi um Sapo" foi premiada e escolhida por Maria Alberta Meneres para representar Portugal, em 1980, no Sequim d'Ouro em Bolonha (Itália), festival da canção infantil a favor da UNICEF. A cantora escolhida foi Maria Armanda de Jesus Lopes que foi considerada a melhor intérprete da Gala. 
"Ho visto un rospo", a versão em italiano e português como todas as canções internacionais, ganhou os prémios Sequim de Ouro e Sequim de Prata no 23.° Zecchino d'oro realizado em 22 de Novembro de 1980.
O programa foi transmitido pela RTP no fim do ano e no início de 1981 o single foi editado em Portugal pela Valentim de Carvalho tendo atingido o disco de Ouro, o maior galardão dessa época.